# David Copperfield (roman)
David Copperfield este un roman de Charles Dickens, povestit de personajul eponim David Copperfield, care descrie evoluția sa din copilărie până la maturitate. Face parte din genul bildungsroman. A fost publicat pentru prima dată ca foileton în 1849 și 1850, iar ca roman în 1850.
David Copperfield este, de asemenea, un roman autobiografic: „o țesătură foarte complicată de adevăr și invenție”, cu evenimente care urmează firul vieții lui Dickens. Dintre cărțile pe care le-a scris, aceasta a fost preferata lui. Numit „triumful artei lui Dickens”, marchează un punct de cotitură în opera sa, separând romanele scrise în tinerețe de cele scrise la deplina maturitate literară.
Deși aparent modelat pe „poveștile biografice” care erau foarte populare în secolul al XVIII-lea, precum Joseph Andrews sau Tom Jones de Henry Fielding, David Copperfield este mult mai atent structurat. Începe, ca și alte romane ale lui Dickens, cu o imagine sumbră a copilăriei în Anglia victoriană, urmată de ascensiunea socială lentă a tânărului Copperfield, în timp ce își continuă studiile și are grijă de mătușa lui.
Dickens a scris fără nicio schiță în prealabil, spre deosebire de romanul său anterior, Dombey and Son. Unele aspecte ale poveștii au fost clar formulate în mintea sa încă de la început, în timp ce altele au rămas nedefinitivate până când au început să apară edițiile din foileton. Tema centrală a romanului este procesul de maturizare și schimbările pe care le implică, însă Dickens satirizează și multe aspecte ale vieții victoriene, printre care situația prostituatelor, rolul femeilor în căsnicie, structura claselor, sistemul de justiție penală, calitatea școlilor și angajarea copiilor în fabrici.

## Rezumat
Romanul prezintă viața lui David Copperfield din copilărie până la maturitate. David s-a născut în Blunderstone, Suffolk, Anglia, la șase luni după moartea tatălui său. Primii ani din copilărie îi petrece destul de fericit alături de mama sa iubitoare și veselă și de buna lor menajeră, Clara Peggotty. Ele îl alintă Davy. Când micul David are șapte ani, mama lui se căsătorește cu Edward Murdstone, fără să-i fi vorbit înainte despre decizia ei. Ulterior David este trimis în vizită la familia lui Peggotty în Yarmouth. Fratele ei, domnul Peggotty, un pescar priceput, locuiește într-o baracă pe plajă, cu nepoții adoptivi, Emily și Ham, și cu o văduvă în vârstă, doamna Gummidge. „Micuța Em'ly” este răsfățată de tatăl ei adoptiv, iar David este îndrăgostit de ea. Ei îl numesc conașu' Copperfield.
La întoarcere, David descoperă că mama lui s-a căsătorit și nu îl place deloc pe tatăl lui vitreg, Murdstone, care este ferm convins că un copil nu poate crește decât cu o disciplină severă, dusă la extrem. Aceeași impresie o are David și despre sora lui Murdstone, Jane, care se mută și ea în casa lor. Murdstone și sora lui o maltratează pe biata lui mamă, transformând viețile lor într-un calvar, iar când David, ca urmare a acestor probleme, rămâne în urmă la școală, Murdstone vrea să-l bată, parțial pentru a o răni și mai mult pe mama lui. David îl mușcă și la scurt timp după aceea este trimis la Salem House, un internat condus de un director nemilos, pe nume dl. Creakle. Acolo se împrietenește cu un băiat mai mare, James Steerforth și cu Tommy Traddles. David îl admiră pe Steerforth, despre care crede că e un tip deosebit, care ar putea realiza tot ce-și dorește, dar mai ales căruia îi pasă de el.
Când David vine acasă de sărbători află că mama lui a născut un băiețel. La scurt timp după ce se întoarce la Salem House, mama lui și copilașul mor, iar David se întoarce acasă imediat. Peggotty se căsătorește cu poștașul local, domnul Barkis. Murdstone îl trimite pe David să lucreze pentru un comerciant de vinuri din Londra, la care el este coproprietar. După câteva luni, proprietarul casei în care stă David cu chirie, un om prietenos, dar foarte cheltuitor, Wilkins Micawber, este arestat pentru datorii și trimis la închisoarea King's Bench. Micawber îl sfătuiește pe David să meargă la Dover pentru a-și găsi singura rudă cunoscută, excentrica și iubitoarea lui strămătușă, Betsey Trotwood. După ce Micawber este eliberat și se mută la Plymouth, nimănui din Londra nu-i mai pasă de David, așa că decide să fugă la mătușa lui. Ea asistase la nașterea lui, dar se înfuriase văzând că nu s-a născut o fată, așa cum își dorea ea. Cu toate acestea, va avea grijă de David, în ciuda încercării lui Murdstone de a redobândi custodia. Ea îl încurajează să se poarte ca și cum ar fi varianta feminină a lui David, practic să fie fata care nu s-a născut niciodată. Strămătușa lui David îi schimbă numele în „Trotwood Copperfield” și i se adresează cu „Trot”, unul dintre numele folosite pentru David în roman.
Mătușa lui David îl trimite la o școală mai bună decât cea de dinainte. Directorul școlii, Dr. Strong, este un om foarte blând, care cultivă încrederea în sine a elevilor săi. În timpul școlii, David locuiește acasă la domnul Wickfield, avocat, alături de fiica sa Agnes, care devine prietena și confidenta lui David, și de funcționarul lui Wickfield, Uriah Heep.
Prin uneltiri și vicleșuguri, Uriah Heep capătă treptat controlul asupra bătrânului alcoolic Wickfield, spre marea durere a lui Agnes. Heep, după cum îi mărturisește lui David, aspiră să se căsătorească cu Agnes. În cele din urmă, cu ajutorul lui Micawber, care fusese angajat de Heep ca secretar, comportamentul său fraudulos este dezvăluit. La sfârșitul cărții, David îl întâlnește în închisoare, condamnat pentru tentativa de a frauda Banca Angliei.
După terminarea studiilor, David începe ucenicia pentru a deveni proctor. În acest timp, din cauza activităților frauduloase ale lui Heep, averea mătușii sale s-a diminuat. David se luptă pentru un trai decent. Lucrează dimineața și seara ca secretar pentru fostul său profesor, Dr. Strong, și învață stenografia, cu ajutorul vechiului său coleg de școală Traddles. Prin sprijinul moral al lui Agnes și prin propria sa inteligență și muncă asiduă, David obține, în cele din urmă, faimă și avere ca autor de ficțiune.
Steerforth, fostul coleg de școală al lui David, romantic, dar egoist, o seduce și o dezonorează pe Emily, apoi se oferă să o căsătorească cu servitorul lui, Littimer, înainte de a o părăsi în Europa. Unchiul ei, domnul Peggotty, reușește să o găsească cu ajutorul Marthei, care crescuse în partea lor din Anglia și apoi se stabilise la Londra. Ham, care fusese logodit cu Emily înainte de tragedie, moare într-o furtună violentă în largul coastei în încercarea de a salva o ambarcațiune. Steerforth se afla la bordul navei și moare și el în furtună. Domnul Peggotty începe o nouă viață împreună cu Emily în Australia, însoțiți de doamna Gummidge și Micawbers, unde toți își vor găsi fericirea.
Între timp, David se îndrăgostește de Dora Spenlow și se căsătorește cu ea. Mariajul lor se dovedește complicat pentru David, care descoperă micile nepotriviri dintre ei doi, dar nu încetează să o iubească. Dora moare la scurt timp, după un avort spontan. După moartea Dorei, Agnes îl încurajează pe David să revină la viața obișnuită și la profesia lui de scriitor. Aflat în Elveția pentru a uita pierderile suferite, David își dă seama că o iubește pe Agnes. La întoarcerea în Anglia, după o încercare eșuată de a-și ascunde sentimentele, David constată că și Agnes îl iubește. Se căsătoresc imediat, iar în această căsătorie el găsește adevărata fericire. David și Agnes vor avea mai mulți copii, inclusiv o fiică numită după strămătușa lui, Betsey Trotwood.

## Personaje
- David Copperfield – Naratorul și protagonistul romanului. Tatăl lui David, David Sr., moare cu șase luni înainte de a se naște el, așa că va fi crescut de mamă și de doica Peggotty, până când mama lui se recăsătorește. Tatăl vitreg al lui David, domnul Murdstone, îl trimite la un internat. În timp ce se afla la școală, la a noua lui aniversare, David află că mama lui a murit. Este trimis să lucreze la o fabrică, de unde fuge ca să-și găsească mătușa. David Copperfield este caracterizat în carte ca fiind încrezător, cu un scop bine definit, dar încă imatur. Se căsătorește cu Dora Spenlow și mai târziu cu Agnes Wickfield.
- Clara Copperfield – frumoasa și iubitoarea mamă a lui David, descrisă ca fiind ingenuă și copilăroasă. Este căsătorită cu David Copperfield Sr. până la moartea acestuia, iar șase luni mai târziu va da naștere personajului central al romanului. Își iubește copilul foarte mult și îl crește cu ajutorul lui Peggotty. După un timp, se recăsătorește cu domnul Murdstone. Moare la câteva luni după nașterea celui de-al doilea fiu al ei, care moare și el după doar o zi, în timp ce David se afla la internatul Salem House.
- Clara Peggotty – Slujitoarea credincioasă a familiei Copperfield și tovarășa de viață a lui David. I se spune Peggotty în cadrul familiei, deoarece Clara este și numele mamei lui David, iar uneori și Barkis, numele din căsătoria ei cu domnul Barkis. După moartea soțului ei, Peggotty îl ajută pe David să se instaleze în Londra, apoi se întoarce în Yarmouth pentru a avea grijă de casa nepotului ei, Ham Peggotty. După moartea lui Ham, ea păstrează casa pentru strămătușa lui David, Betsey Trotwood.
- Betsey Trotwood – strămătușa lui David, excentrică și temperamentală, dar cu un suflet bun; ea îi va deveni tutore, după ce băiatul fuge din depozitul lui Murdstone și Grinby din Blackfriars, Londra. Ea a asistat la nașterea lui David, dar a plecat dezamăgită că nu s-a născut o fată, și nu mai apare decât atunci când David fuge și o găsește în casa ei din Dover, Londra. Îl iubește pe David și le ia apărarea lui și răposatei sale mame atunci când dl. Murdstone vrea să preia custodia băiatului. Îl confruntă pe Murdstone și îi reproșează abuzurile asupra lui David și mamei sale, îl amenință și îl pune la punct. Deși toată lumea o crede văduvă, ea ascunde existența soțului său, un pierde-vară, care o stoarce de bani din când în când.
- Dr. Edward Chillip – Un medic timid, care asistă la nașterea lui David și are de-a face cu furia lui Betsey Trotwood la aflarea veștii că s-a născut un băiat și nu o fată, așa cum își dorea ea. David se întâlnește cu el de fiecare dată când se întoarce în cartierul unde s-a născut. Când David se întoarce din Elveția, se întâlnește cu dl. Chillip la Londra și află de la el despre soarta celei de-a doua soții a lui Murdstone, care a sfârșit aproape identic ca mama lui.
- Dl. Barkis – Un tip urâcios,care își declară intenția de a se căsători cu Peggotty după ce mănâncă produsele de patiserie pregătite de aceasta. El îi spune lui David: „Să-i spui: Barkis vrea! Uite asa." Peggotty se căsătorește cu el după moartea Clarei Copperfield. Barkis este extrem de zgârcit, păstrând o avere considerabilă într-o cutie veche pe care scrie „Haine vechi”. La moartea lui, după aproape zece ani de căsnicie, îi lasă două treimi din avere soției sale. Din restul averii, lasă câte o rentă pentru domnul Daniel Peggotty, Micuța Emily și David.
- Edward Murdstone – Principalul antagonist din prima jumătate a romanului, el este crudul tată vitreg al tânărului David, care îl bate pentru rezultatele slabe la școală și o torturează psihic pe Clara. David reacționează mușcându-l pe domnul Murdstone, așa că, drept răzbunare, este trimis la Salem House, o școală privată deținută de prietenul lui Murdstone, domnul Creakle. După mortea mamei lui David, îl trimite să lucreze la fabrica lui din Londra. După ce David fuge la mătușa lui din Dover, vine după el. Pare să regrete comportamentul anterior față de Clara și David, dar e doar o minciună. Ani mai târziu, când David era angajat la Doctor's Commons (o societate de avocați în drept civil), se întâlnește cu dl. Murdstone tocmai când acesta își elibera permis de căsătorie cu noua soție, la fel de naivă și încrezătoare cum fusese Clara.
- Jane Murdstone – sora bâtrână, necăsătorită, a domnului Murdstone, la fel de crudă ca acesta, care se mută în casa Copperfield la scurt timp după căsătoria lui cu Clara Copperfield, preluând controlul asupra gospodăriei. Și ea este dominatoare, meschină și perfidă. Este „Prietena Confidențială” a primei soții a lui David, Dora Spenlow. Ea este cea care a găsit scrisorile lui David către Dora și care a regizat scena dintre David Copperfield și tatăl Dorei, domnul Spenlow. Mai târziu, se mută din nou cu fratele ei și cu cea de-a doua soție a acestuia, într-o situație asemănătoare cu cea a mamei lui David.
- Daniel Peggotty – fratele Clarei Peggotty; un pescar din  Yarmouth, umil, dar generos, care îi ia în custodie pe nepoții săi, Ham și Emily, după ce aceștia au rămas orfani. David îl cunoaște în copilărie, când se afla în vacanță în Yarmouth cu Peggotty. Când Emily crește și fuge cu prietenul lui David, Steerforth, Daniel pleacă în căutarea ei. În cele din urmă, o găsește la Londra, unde devenise prostituată, apoi emigrează împreună în Australia.

- Emily (Little Em'ly) – Nepoata lui Daniel Peggotty și a Clarei Pegotty. Este prietena lui David din copilărie, care era îndrăgostit de ea atunci. Îl părăsește pe Ham, vărul și logodnicul ei, în ajunul nunții lor, și fuge cu Steerforth, după care nu se mai știe nimic de ea ani de zile. După ce Steerforth o părăsește, nu se întoarce acasă și merge la Londra. Cu ajutorul Marthei, unchiul ei o salvează de prostituție. Vor emigra împreună în Australia.
- Ham Peggotty – nepotul domnului Peggotty, înalt și voinic,  care va ajunge un talentat constructor de bărci. A fost logodit cu Emily, dar ea l-a părăsit pentru Steerforth. Mătușa lui, (Clara) Peggotty, va avea grijă apoi de el. O furtună puternică lovește o ambarcațiune comercială în portul Yarmouth, iar el încearcă să salveze echipajul, însă moare înecat înainte de a putea salva pe cineva. Vestea morții lui este tăinuită față de Emily și dl. Pegotty, pentru a nu le schimba decizia de a emigra în Australia.
- Dna. Gummidge – Văduva partenerului lui Daniel Peggotty, de care va avea grijă Daniel după moartea acestuia. E o persoană singuratică și tristă, care-și petrece mare parte din timp plângând după răposatul ei soț. După ce Emily fuge cu Steerforth, încetează să-și mai plângă de milă și începe să aibă grijă de Ham și Daniel. Emigrează și ea în Australia cu Daniel și Emily. În Australia, când un pețitor nedorit o cere în căsătorie, îl atacă cu o găleată.
- Martha Endell – fosta prietenă din copilărie a micuței Emily, care va dobândi o reputație proastă, sugerându-se că ar fi avut o conduită sexuală inadecvată. Daniel Peggotty și David o opresc din tentativa ei de sinucidere, ca să îi poată ajuta să o scape pe Emily de prostituție. Emigrează în Australia împreună cu familia Peggotty, unde se va căsători și va trăi fericită.
- Dl. Creakle – Directorul cel dur al internatului unde este trimis David în copilărie, Salem House, asistat de Tungay, cel cu un picior. Este prieten cu dl. Murdstone. La început se poartă foarte urât cu David, la cererea lui Murdstone, dar se schimbă după ce băiatul îi cere iertare lui Murdstone. Soția lui este cea care, cu multă delicatețe, îi spune lui David despre moartea mamei sale. Mai târziu, devine magistrat în Middlesex, fiind considerat un om foarte priceput. Este ferm convins că tot ceea ce face el este indispensabil societății și că elevii lui se vor îndrepta numai datorită corecțiilor aplicate de el, altfel ar fi fost pierduți.
- James Steerforth – un elev de la internatul lui Creakle, care se împrietenește cu David, chiar dacă îi ia banii. Este disprețuitor cu ceilalți și nu ezită să profite de prietenii lui mai tineri și de influența mamei sale, atât de mult încât dl. Mell este concediat din cauza lui, doar pentru că mama acestuia locuia într-un cămin de săraci. Deși va deveni un tânăr fermecător, este lipsit de caracter, așa cum dovedește când o părăsește pe Emily. Se îneacă la Yarmouth, într-o furtună pe mare, trupul lui ajungând la mal după ce vasul comercial este făcut fărâme.
- Tommy Traddles – prietenul lui David de la Salem House. Este printre puținii băieți de acolo care nu au încredere în Steerforth și este pasionat de desen, mai ales scheleți. David crede că acesta este modul lui de a face față greutăților. Mai târziu, cei doi se reîntâlnesc și rămân prieteni. Tradles muncește din greu, dar are mari probleme din cauza dificultăților financiare și lipsei de relații în domeniu. Cu toate acestea, reușește să-și construiască o carieră de judecător și se căsătorește cu Sophy, marea lui dragoste.
- Wilkins Micawber – Un domn melodramatic, dar cu suflet bun, veșnic optimist și dornic de vorbă. David îl cunoaște când era copil, în Londra. Micawber îl ia pe David chiriaș. Are probleme financiare și va petrece o vreme în închisoarea datornicilor, înainte de a pleca cu familia la Plymouth. Se reîntâlnește cu David în Canterbury. Se angajează la Wickfield and Heep. Crezând că este ușor de dus de nas, Heep îl implică în câteva dintre manevrele lui, însă Micawber îi spune adevărul patronului său și Heep este demascat. Emigrează în Australia, unde va deveni fermier, iar apoi magistrat. Personajul lui este bazat pe tatăl lui Dickens, John Dickens, care s-a confruntat și el cu probleme financiare asemănătoare când Dickens era copil, însă nu a emigrat niciodată.[11]
- Emma Micawber – soția lui Wilkins Micawber și mama celor cinci copii ai lor. Provine dintr-o familie înstărită care nu-l acceptă pe soțul ei, dar ea susține de fiecare dată că „nu-l va părăsi în veci pe Micawber!”
- Dl. Dick (Richard Babley) – un om un pic aiurit, copilăros, dar foarte amabil, care locuiește cu Betsy Trotwood; sunt rude îndepărtate. Nebunia lui este descrisă în detaliu. El pretinde că în mintea lui e întreaga existență a regelui Carol I. Îi place să construiască zmeie uriașe și tot încearcă, fără succes, să scrie un memoriu, o petiție, dar nu se știe pe ce temă. În pofida limitărilor sale, Dick înțelege multe lucruri. Nu este doar un prieten bun și loial, are și o inteligență emoțională deosebită, în special atunci când îi ajută pe soții Strong să depășească o criză în căsnicia lor.
- Dl. Wickfield – Tatăl văduv al lui Agnes Wickfield și avocatul lui Betsey Trotwood. David locuiește cu familia Wickfield în perioada studiilor în Canterbury. Dl. Wickfield se simte vinovat că, fără să vrea, a fost prea posesiv cu fiica lui, din prea multă dragoste. Acesta este motivul pentru care se refugiază în alcool. Ucenicul lui, Uriah Heep, se folosește de asta pentru a-l duce pe calea pierzaniei și îl încurajează să bea și mai mult. Până la urmă, reușeșete chiar să îl convingă că a făcut lucruri rele când era beat și să îl șantajeze. Dl. Micawber îl salvează din această situație, iar prietenii lui consideră că toată această experiență l-a făcut un om mai bun.
- Agnes Wickfield – Fiica matură și fermecătoare a dlui. Wickfield și prietenă bună cu David din timpul școlii. Agnes este îndrăgostită de David de ani de zile, dar nu îi mărturisește niciodată. Ea îl sprijină și îl sfătuiește pe parcursul căsătoriei lui cu Dora. După ce se întoarce în Anglia, David înțelege că. de fapt, pe ea o iubește cu adevărat, așa că Agnes va deveni a doua lui soție și mama copiilor săi.
- Uriah Heep – Principalul antagonist din a doua jumătate a romanului, Heep lucrează la început ca funcționar de la 11 la 12 ani; la 15 ani îl întâlnește pe Copperfield și apoi devine partenerul dlui. Wickfield. Deși aparent umil și amărât, este un personaj perfid, care își dezvăluie treptat adevărata față. Reușește să-l controleze pe Wickfield, însă Wilkins Micawber și Traddles îl demaschează și arată toate dovezile care îl acuză de fraudă. Uriah falsificase semnătura dlui. Wickfield și pusese astfel stăpânire pe întreaga avere a familiei Wickfield, precum și pe portofolii încredințate de terțe persoane, inclusiv pe fondurile lui Betsey Trotwood. Îl păcălește pe Wickfield că el ar fi comis aceste infracțiuni când era beat și îl șantajează. Heep este demascat, dar nu va fi acuzat legal. Mai târziu va fi întemnițat pentru un alt caz de fraudă comis la Banca Angliei. Îi urăște profund pe David Copperfield și pe mulți alții, deși, într-un fel, este la fel ca David, cu aceeași dorință de a se căpătui și de a se căsători cu fiica șefului.
- Dna. Heep – mama lui Uriah, care este la fel de prefăcută ca fiul ei. Ea e cea care l-a instruit să fie lingușitor și să îi păcălească pe cei din jur pentru a-și atinge scopurile. Chiar și atunci când planurile lui dau greș, ea îl sfătuiește să rămână „umil” în continuare.
- Dr. Strong și Annie Strong – Directorul și asistenta școlii din Canterbury. Principala grijă a dr. Strong este să lucreze la dicționarul său, ajungând, până la sfârșitul romanului, la litera D. Când se întâlnește cu David, doctorul are 62 de ani și de aproximativ un an este căsătorit cu Annie, mult mai tânără decât el. În relația lor, fiecare dintre ei îl prețuiește mai mult pe celeălalt decât propria persoană. Sentimentele lor profunde și sincere îi ajută să depășească intrigile lui Uriah Heep, care încearcă să-i despartă.
- Jack Maldon – Vărul și fostul iubit din copilărie al lui Annie Strong. Încă o iubește pe Annie și crede că îl va părăsi pe doctor la un moment dat și că vor fi din nou împreună. Dr. Strong îl sprijină financiar și îl ajută să-și găsească o slujbă. Maldon este fermecător și după un timp petrecut în India, ajunge în societatea londoneză, alături de Julia Mills. Pentru adultul David Copperfield viața lor pare searbădă.
- Julia Mills – este prietena Dorei, care susține relația acesteia cu David. Când tatăl ei primește o nouă funcție, se mută cu el în India. Se căsătorește cu un scoțian bogat, un „Cresus scoțian”, apoi se mută înapoi în Londra. Nu prea are alte preocupări în afară de bani.
- Dna. Markleham – mama lui Annie, poreclită „Bătrânul soldat” de către strudenții soțului ei, din cauză că este foarte încăpățânată. Ea încearcă să profite financiar de ginerele ei, spre disperarea lui Annie.
- Dna. Emma Steerforth – Bogata mamă văduvă a lui James Steerforth. Își adoră atât de mult fiul, încât îi trece cu vederea toate greșelile. Când Steerforth fuge cu Emily, ea o acuză pe Emily că i-a corupt fiul, în loc să accepte că James a nenorocit o tânără nevinovată. Vestea morții fiului ei o distruge. Nu își va mai reveni din acest șoc.
- Rosa Dartle – Verișoara lui Steerforth, o fată bătrână sarcastică și nesuferită, care locuiește cu dna. Steerforth. Este îndrăgostită în secret de Steerforth și îi acuză pe alții de greșelile lui, cum ar fi Emily sau chiar mama lui. Este descrisă ca fiind slabă și cu o cicatrice vizibilă pe buză cauzată de Steerforth într-un acces de furie din copilărie.
- Francis Spenlow – avocat, angajatorul lui David și tatăl Dorei. Moare brusc în urma unui atac de cord în timp ce se afla la volan în drum spre casă. După moartea lui, se descoperă că avea mari datorii și că nu a lăsat niciun testament.
- Dora Spenlow – Adorabila fiică a dlui. Spenlow, prima soție a lui David. Este o fire visătoare și seamănă, din multe puncte de vedere, cu mama lui David. În primul an de căsnicie, David începe să vadă diferențele dintre ei doi. Dora nu se schimbă, este foarte iubitoare cu David și atașată de cățelușul ei, Jip. E și ea conștientă de diferențele dintre ei și îl roagă pe David, căruia îi spune „Doady” să o considere o soție copil. Pierde o sarcină, ceea ce îi provoacă o suferință îndelungată și într-un final moartea, alături de ea fiind tot timpul Agnes Wickfield, buna ei prietenă și viitoarea soție a lui David.
- Littimer – Valetul devotat al lui Steerforth, descris ca fiind extrem de respectabil, care îl ajută să o seducă pe Emily. Littimer este politicos și manierat, dar îl intimidează pe David, care simte că mereu îi amintește cât e el de tânăr și lipsit de experiență. Mai târziu va ajunge la închisoare pentru înșelăciune, iar felul lui manierat de a se purta îi vor aduce statutul de prizonier model în internatul lui Creakle.
- Dra. Mowcher – o femeie pitică din anturajul lui Steerforth. Deși ia parte la toată mascarada lui Steerforth, se simte foarte deranjată de felul în care ceilalți o privesc din cauza nanismului ei. Va juca un rol important în arestarea lui Littimer.
- Dl. Mell – un învățător sărac de la Salem House. El îl duce pe David acolo și este singurul care se poartă frumos cu el. Mama lui locuiește într-un azil de săraci, iar el o întreține din salariul său. Când Steerforth află acest lucru de la David, îl convinge pe Creackle să îl concedieze pe Mell. Spre sfârșitul romanului, David află dintr-un ziar că Mell a emigrat în Australia și că acum este doctor la o școală din Port Middlebay, s-a căsătorit și are copii.
- Sophy Crewler – una dintre cele zece fiice dintr-o familie, Sophy are grijă de gospodărie și de surorile ei. Este logodită cu Traddles, însă familia ei nu se poate lipsi de ajutorul ei în casă, așa că nu-și doresc să se mărite și să plece cu el. Totuși, cei doi se căsătoresc și sunt fericiți, iar Sophy se dovedește de mare ajutor pentru cariera lui legală, în timp ce continuă să își ajute surorile.
- Dl. Sharp – învățătorul șef de la Salem House. Are mai multă autoritate decât dl. Mell. Pare slăbit și fizic și psihic, capul pare să îi atârne greu, merge aplecat într-o parte și are nasul foarte mare.
- Dl. Jorkins – partenerul foarte rar văzut al dlui. Spenlow. Acesta îl folosește pe post de țap ispășitor în orice situație în care este nevoit să ia o decizie neplăcută, ceea ce îl face pe Jorkins să pară un tiran, când, de fapt, el este un personaj timid, slab și fără vlagă, care la rândul lui dă toată vina pe dl. Spenlow.

## Roman autobiografic

### Fragmente de autobiografie
Între 1845 și 1848, Dickens a scris fragmente autobiografice, pe care le-a arătat soției sale și biografului John Forster. Apoi, în 1855, a încercat să-și revizuiască lucrarea. A fost un eșec pentru că, așa cum povestește prima lui dragoste, Maria Beadnell (ulterior doamna Winter), când a început să descrie în carte dragostea lor din tinerețe, și-a „pierdut curajul” și a ars restul. Paul Schlicke subliniază că, de fapt, nu toate paginile au trecut prin flăcări și că, pe măsură ce Dickens a început să scrie David Copperfield, unele pagini au fost dezgropate. O dovadă în acest sens găsim în capitolul XI al romanului: „Încep să trăiesc din munca mea și nu sunt încântat”, unde povestea experienței lui Dickens la Fabrica de pantofi Warren este redată aproape ad literam, singura schimbare fiind „Domnul Micawber” în loc de „tatăl meu”. John Forster a publicat și extrase substanțiale referitoare la această perioadă în biografia lui Dickens, inclusiv un paragraf dedicat Colegiului Wellington House, care corespunde cu a doua etapă a copilăriei relatate în roman. Astfel, Dickens privește în urmă la trecutul său dureros, deja evocat de martiriul Micului Paul din Dombey and Son, deși exprimat de un narator omniscient în romanul respectiv. Până când Forster a publicat biografia lui Dickens scrisă de el în 1872-1874, nimeni nu a știut că Dickens a lucrat într-o fabrică în copilărie, nici măcar soția sa, până când Dickens a scris aceste informații și i le-a dat lui Forster în 1847. Primele generații de cititori nu au știut că această parte din povestea lui David Copperfield a început ca un incident în viața autorului.

### Dimensiunea autobiografică
Dacă David Copperfield a ajuns să fie „favoritul drag” al lui Dickens, aceasta se datorează faptului că este cel mai autobiografic dintre toate romanele sale. Unele dintre cele mai dureroase episoade din viața lui sunt relatate aproape brut; altele apar indirect, numite „revelații oblice” de Paul Davis. Totuși, Dickens însuși i-a scris lui Forster că romanul lui nu este o autobiografie pură, ci „o țesătură foarte complicată de adevăr și invenție”.

### Materialul autobiografic
Cel mai important material autobiografic se referă la lunile pe care Dickens, copil fiind, le-a petrecut la fabrica Warren, experiența primei iubiri, Maria Beadnell, și, în sfârșit, cariera sa de jurnalist și scriitor. După cum a subliniat biograful și prietenul său, John Forster, aceste episoade sunt esențial faptice: descrierea muncii forțate la care este supus David la Murdstone și Grinby reproduce textual fragmentele autobiografice încredințate prietenului său; fascinația lui David pentru Dora Spenlow este asemănătoare cu cea inspirată de capricioasa Maria; etapele majore ale carierei sale, de la ucenicia la Doctors' Commons până la scrierea primului său roman, prin stenografierea procedurilor parlamentare, sunt toate fidele evenimentelor din viața creatorului său.
Totuși, acest material, ca și celelalte aspecte autobiografice ale romanului, nu este reprodus sistematic ca atare. Crudul domn Murdstone este foarte diferit de adevăratul James Lamert, vărul lui Dickens, fiul vitreg al surorii mamei doamnei Dickens, care a locuit cu familia în Chatham și Camden Town și care îi găsise tânărului Charles o slujbă în fabrica de încălțăminte pe care o administra pentru cumnatul său George. Sfârșitul acestui episod nu seamănă deloc cu ceea ce se întâmplă în roman; în realitate, contrar dorinței mamei sale de a continua să lucreze, tatăl său l-a luat din fabrică pentru a-l trimite la școală. Spre deosebire de dragostea frustrată a lui Charles pentru Maria Beadnell, care l-a respins în urma opoziției părinților săi, David, în roman, se căsătorește cu Dora Spenlow și, cu satisfacție ex post facto, scrie Paul Davis, practic îl „ucide” pe tatăl vitreg recalcitrant. Cariera literară a lui David pare mai puțin agitată decât cea a lui Dickens, iar rezultatele sale sunt mult mai puțin spectaculoase. Modestia naturală a lui David nu este suficientă în sine pentru a justifica toate aceste modificări; Paul Davis consideră că Dickens își povestește viața așa cum și-ar fi dorit-o și știe să împrumute date, să le integreze în scopul său inițial și să le transforme în funcție de necesitățile romanistice, astfel încât „În cele din urmă, David Copperfield este autobiografia lui David, nu a lui Dickens”.

## Context

### Trecutul lui Dickens
David Copperfield este contemporan cu două opere majore bazate pe memorialistică, Preludiul/The Prelude de William Wordsworth (1850), un poem autobiografic despre experiențele formative ale tinereții sale și In Memoriam A.H.H. (1850) de Tennyson, care elogiază memoria prietenului său, Arthur Hallam. Pe de o parte, este interogarea romantică a lui Wordsworth cu privire la dezvoltarea personală a individului, iar pe de altă parte, există și confruntarea victoriană a lui Tennyson cu schimbarea și îndoiala. Potrivit lui Andrew Sanders, David Copperfield reflectă ambele tipuri de răspuns, care conferă acestui roman poziția privilegiată de a reprezenta punctul de cotitură al secolului.
Amintirile lui Dickens sunt, potrivit lui Paul Schlicke, remarcabil transmutate în ficțiune. Experiența pe care a trăit-o Dickens, ca fiu al unui impenitent curajos, este celebrată prin figura comică a lui Wilkins Micawber. Pasiunea din tinerețe a lui Dickens pentru Maria Beadnell este reformulată cu tandrețe, sub forma căsătoriei nerealistice a lui David cu Dora Spenlow. Decizia lui Dickens de a-l face pe David romancier subliniază modul în care a folosit această carte pentru a se reinventa ca om și artist. Dacă descrierea aventurilor unui erou, asociată cu o paradă de personaje comice sau grotești, are rădăcini în romanele anterioare ale lui Dickens, interesul pentru dezvoltarea personală, atmosfera pesimistă și structura complexă a lui David Copperfield prefigurează alte romane.

### Romane contemporane luiDavid Copperfield
În 1847, Jane Eyre, narațiunea la persoana întâi a lui Charlotte Brontë, a fost apreciată imediat după publicare. Spre deosebire de Thackeray, care a adorat această carte, Dickens, ani mai târziu, mărturisea că nu a citit-o niciodată. Adevărat sau fals, el descoperise Mary Barton al lui Elizabeth Gaskell, un roman care vorbea despre înțelegere și empatie într-o societate dezbinată de clase. Pendennis de Thackeray a fost publicat în foileton în același timp cu David Copperfield și descrie călătoria personală și socială a eroului său din mediul rural în mediul urban. A existat o rivalitate între cei doi scriitori, deși l-a afectat mai mult pe Thackeray decât pe Dickens. Cea mai directă influență literară este Carlyle, care, într-o prelegere susținută în 1840, anul întâlnirii sale cu Dickens, intitulată „Despre eroi, cultul eroului” și despre „eroismul din poveste”, susține că cel mai important personaj modern este „eroul ca om de litere”. Acesta este destinul lui David, prin experiență, perseverență și seriozitate.

## Scriere

### Inspirație
Pe 7 ianuarie 1849, Dickens a vizitat Norwich și Yarmouth în Norfolk, împreună cu doi prieteni apropiați, John Leech (1817–1864) și Mark Lemon (1809–1870). Leech a fost ilustrator la Punch, o revistă satirică și primul ilustrator pentru A Christmas Carol/Colind de Crăciun de Dickens în 1843. Lemon a fost editor fondator al revistei Punch și, în curând, un colaborator la Household Words, revista săptămânală pe care o edita Dickens. În 1851, a fost coautor, alături de Dickens, pentru Mr. Nightingale's Diary, o farsă. Cele două orașe, în special al doilea, au devenit importante în roman, iar Dickens l-a informat pe Forster că Yarmouth i se părea „cel mai ciudat loc din lume” și că în mod sigur îl va solicita la maxim. În timpul unei plimbări prin împrejurimile orașului Yarmouth, Dickens a observat un semn care indica mica localitate Blunderston, ce a devenit în romanul său satul „Blunderstone” unde se va naște David și își va petrece copilăria.
La o săptămână după sosirea în Yarmouth, al șaselea fiu al său, Henry Fielding Dickens, a fost botezat după Henry Fielding, autorul său preferat din trecut. Potrivit lui Forster, Dickens se referă la Fielding „ca un fel de omagiu adus romanului pe care urma să-l scrie”.
Tipic pentru Dickens, care era agitat și melancolic ori de câte ori începea lucrul la un proiect, și de această dată s-a resimțit profund, „chiar mai mult decât clasicele cazne ale conceperii altor romane”. Ca întotdeauna, a ezitat în privința titlului, iar notele sale de lucru conțin șaptesprezece variante, inclusiv Charles Copperfield. După mai multe încercări, s-a oprit la The Copperfield Survey of the World as it Rolled, titlu pe care l-a păstrat până pe 19 aprilie. Când Forster a subliniat că eroul său, numit acum David, are propriile sale inițiale transpuse, Dickens a fost intrigat și a declarat că a fost doar un joc al destinului. Încă nu era sigur de ce scria: „Deși știu ce vreau să fac, mă grăbesc ca un vagon de tren”, i-a spus el lui Forster.

### Fără un plan prestabilit
Spre deosebire de metoda folosită anterior în romanul Dombey and Son, Dickens nu a elaborat un plan de ansamblu și de multe ori scria rezumatul unui capitol după ce îl finaliza. Patru personaje au primit nume în ultimul moment: Traddles, Barkis, Creakle și Steerforth; profesia lui David a rămas incertă până în numărul opt (tipărit în decembrie 1849, care conținea capitolele 22-24, în care David se hotărăște să fie instruit ca proctor); iar Paul Schlicke notează că viitorul Dorei nu era încă determinat în data de 17 mai 1850 (când fuseseră publicate 37 de capitole în primele 12 numere lunare). Alte aspecte majore ale romanului au fost însă imediat reparate, precum întâlnirea lui David cu mătușa Betsey, decăderea lui Emily sau rolul lui Agnes ca „adevărata” eroină a poveștii.
Odată lansat, Dickens devine „destul de încrezător”. Cel mai greu a fost să insereze „ceea ce știu atât de bine”, experiența lui la fabrica Warren; odată ce firele au fost țesute, totuși, adevărul fiind amestecat cu ficțiunea, s-a bucurat și s-a felicitat într-o scrisoare adresată lui Forster. De acum, scria el în această scrisoare, povestea a curs de la sine. Aparent, niciodată nu a dus lipsă de inspirație, atât de puternic era atașamentul lui față de „creaturile fanteziei care întotdeauna i-au transmis atât de real suferințele sau necazurile lor”.
În timpul conceperii romanului, apar schimbări de detaliu: pe 22 august 1849, în timp ce se afla pe Insula Wight într-o vacanță cu familia, el a schimbat, la sfatul lui Forster, tema obsesiei domnului Dick, un personaj secundar din roman. Această temă a evoluat din „un taur într-un magazin de porțelan” în „capul Regelui Carol”, pentru a marca bicentenarul execuției regeluiCarol I al Angliei.

### Ultimele incidente în scriere
Deși cufundat în scrierea romanului său, Dickens și-a propus să creeze un nou jurnal, Household Words, al cărui prim număr a apărut pe 31 martie 1850. Această sarcină descurajantă, însă, nu a părut să încetinească scrierea lui David Copperfield: Sunt „ocupat ca o albină”, îi scria Dickens fericit actorului William Macready.
Un incident grav a avut loc în decembrie: doamna Jane Seymour Hill, chiropracticianul doamnei Dickens, a amenințat că îl va da în judecată, deoarece s-a recunoscut în portretul domnișoarei Mowcher; Dickens a știut să aplaneze conflictul, prin modicarea treptată a psihologiei personajului, astfel, chiar la sfârșitul romanului, o face prietenă cu protagonistul, deși inițial era total opusul. Aceasta a fost, scrie Harry Stone, „singura abatere majoră de la planurile sale originale”.
A treia sa fiică s-a născut pe 16 august 1850, numită Dora Annie Dickens, purtând același nume ca prima soție a personajului său. Copilul a murit nouă luni mai târziu, după ce fost publicat și ultimul foileton și apoi cartea.
Dickens a marcat sfârșitul manuscrisului său pe 21 octombrie 1850 și s-a simțit îndurerat și fericit deopotrivă, ca de fiecare dată când termina un roman: „O, dragul meu Forster, dacă aș spune jumătate din ceea ce mă face Copperfield să simt în seara asta, cât de ciudat, chiar și pentru tine, ar trebui să fiu întors pe dos! Se pare că trimit o parte din mine în Lumea Umbrelor.”
Aparent, lucrarea este modelată liber și oarecum demodat, în stilul „povestirilor personale”, tendință foarte populară în Regatul Unit al secolului al XVIII-lea; dar, în realitate, David Copperfield este un roman atent structurat și unificat. Începe, ca și alte romane ale lui Dickens, cu un tablou destul de sumbru al copilăriei din Anglia victoriană, în special când copiii problematici sunt plasați în internate infame. Apoi, autorul se străduiește să urmărească ascensiunea socială și personală a unui tânăr, lentă dar sigură, care își continuă studiile și are grijă și de mătușa lui, reușind într-un final să devină scriitor: povestea, scrie Paul Davis, unui om din epoca victoriană care „luptă să se înțeleagă pe sine”.

## Foileton
The Personal History, Adventures, Experience, and Observation of David Copperfield the Younger, of Blunderstone Rookery a fost publicată de la 1 mai 1849 până la 1 noiembrie 1850, în 19 numere lunare de un șiling, conținând 32 de pagini de text și două ilustrații de Hablot Knight Browne ("Phiz"), cu titlul de copertă The Personal History of David Copperfield. Ultima tranșă a fost un număr dublu.
De cealaltă parte a Atlanticului, editurile John Wiley & Sons și G.P. Putnam au publicat o ediție lunară, apoi o versiune de carte în două volume.
- I – mai 1849 (capitolele 1–3);
- II – iunie 1849 (capitolele 4–6);
- III – iulie 1849 (capitolele 7–9);
- IV – august 1849 (capitolele 10–12);
- V – septembrie 1849 (capitolele 13–15);
- VI – octombrie 1849 (capitolele 16–18);
- VII – noiembrie 1849 (capitolele 19–21);
- VIII – decembrie 1849 (capitolele 22–24);
- IX – ianuarie 1850 (capitolele 25–27);
- X – februarie 1850 (capitolele 28–31);
- XI – martie 1850 (capitolele 32–34);
- XII – aprilie 1850 (capitolele 35–37);
- XIII – mai 1850 (capitolele 38–40);
- XIV – iunie 1850 (capitolele 41–43);
- XV – iulie 1850 (capitolele 44–46);
- XVI – august 1850 (capitolele 47–50);
- XVII – septembrie 1850 (capitolele 51–53);
- XVIII – octombrie 1850 (capitolele 54–57);
- XIX-XX – noiembrie 1850 (capitolele 58–64).

## Diferite puncte de vedere
David Copperfield este, indiferent de realitățile din viața scriitorului, un roman și nu o autobiografie; o lucrare cu evenimente și personaje fictive, inclusiv eroul-narator, care sunt creații ale imaginației lui Dickens. Cititorul cunoaște acest aspect, ca o condiție prestabilită.

### Narațiune la persoana I
Dickens folosește tehnica narațiunii la persoana I: naratorul Copperfield este un scriitor consacrat, căsătorit cu Agnes de mai bine de zece ani, care decide să vorbească în public despre viața lui. Această rememorare, în sine un act important, poate fi doar parțială și, de asemenea, părtinitoare, întrucât, a priori, Copperfield este singurul punct de vedere și singura voce; în absență de prerogativele persoanei a treia, omnipotență, omniprezentare, clarviziune, el relatează doar evenimente la care a fost martor sau la care a participat: toate personajele apar în prezența lui sau, în lipsă, relatează din ce a auzit și scrie totul prin prisma conștiinței sale, deformat de deficitul natural al percepției sale și accentuat de filtrul selectiv al memoriei. Povestitor și profesor, Copperfield nu lasă faptele să vorbească de la sine, ci se afirmă constant ca maestru al jocului narativ și intervine, explică, interpretează și comentează. Punctul lui de vedere este cel al adultului în care s-a transformat, întrucât se exprimă exact în timp ce scrie. La sfârșitul cărții sale, el simte mândria unui scriitor de a evoca „firele din rețeaua pe care am țesut-o”.
Gareth Cordery scrie că „dacă David Copperfield este Bildungsromanul paradigmatic, este și romanul prin excelență al memoriei” și, ca atare, potrivit lui Angus Wilson, egalul romanului În căutarea timpului pierdut (À la recherche du temps perdu) de Marcel Proust.
În fragmentele esențiale care punctează capitolele retrospective, momentul retrăit înlocuiește pe cel trăit, prezentul istoric pecetluiește prăbușirea experienței originare și recrearea unui aici și acum care stăpânește întregul câmp al conștiinței. Uneori, această experiență înviată este mai vie decât realitatea; așa că, în capitolul 41, despre chipul lui Traddles, el spune: „Expresia întipărită pe chipul lui deschis când s-a uitat la mine, clătinând tragicomic din cap, mă impresionează mai mult acum în amintire decât m-a impresionat în momentul acela”. Acestea sunt „momente sacre”, scrie Gareth Cordery, pe care Copperfield le-a păstrat cu grijă în „camerele comorilor” ale memoriei sale, unde cântă „muzica timpului”: „proză secretă, acel sentiment că mintea vorbește de una singură, fără nimeni acolo care să asculte”.

### Rolul ilustrațiilor
Acest narator, Copperfield, deși nu este Dickens, seamănă foarte mult cu el și devine adesea purtătorul lui de cuvânt. Se adaugă la punctul său de vedere, direct sau indirect, cel al autorului, fără a exista neapărat o potrivire totală între cele două. Ca atare, Copperfield servește drept „mediu”, oglindă și, de asemenea, ecran, Dickens subvertizându-și uneori discursul pentru a ajunge în prim-plan sau, dimpotrivă, pentru a se ascunde în spatele acestui elegant delegat al scrisului său. Cu toate acestea, vocea lui Dickens este în general bine ascunsă și, potrivit lui Gareth Cordery, dificil de detectat, deoarece este prezentă, în mare parte, implicit. Pentru a-i auzi vocea, adaugă el, este indicat să apelezi la Phiz (ilustratorul englez Hablot Knight Browne), ale cărui ilustrații aduc un punct de vedere care nu este întotdeauna în acord cu cel al lui Copperfield. De exemplu, în capitolul 21, cei doi prieteni ajung prin surprindere la casa lui Peggotty, iar Copperfield îl prezintă pe Steerforth lui Emily chiar în momentul anunțării logodnei ei cu Ham. Această intruziune bruscă o surprinde pe fată tocmai când sare din brațele lui Ham pentru a se cuibări la pieptul domnului Peggotty, semn, menționează Cordery, că promisiunea căsătoriei este închinată unchiului în aceeași măsură ca nepotului. Textul este succint, dar Phiz interpretează, anticipează evenimentele, denunță chiar și viitoarea vinovăție a lui Copperfield: toate privirile sunt ațintite pe fată, cu boneta ei, emblemă a aspirațiilor ei sociale și a viitoarei rătăciri cu Steerforth. Copperfield, îmbrăcat ca un domn, stă în prag, cu un deget îndreptat spre Steerforth, care este mai înalt cu un cap, celălalt măsurând decalajul dintre Ham și Dan Peggotty, de parcă i-ar fi oferit-o pe Emily prietenului său. Emily, pe de altă parte, are capul întors către Ham, dar poziția corpului și privirea ei devin provocatoare și sunt orientate spre Steerforth. Phiz reunește într-o singură imagine o mulțime de informații nescrise, pe care Dickens le-a aprobat și probabil chiar le-a sugerat.

### Perspectiva cititorului
O a treia perspectivă o constituie punctul de vedere al cititorului, care are suficient discernământ pentru a nu se lăsa total influențat de pledoaria egocentrică a naratorului și a nu rămâne în ignoranța altor circumstanțe. Astfel, cititorul reușește să identifice greșelile și lipsurile omului și scriitorului deopotrivă, precum și intervențiile mascate ale autorului.
Cititorul obiectiv îl ascultă pe adultul Copperfield și aude ce vrea sau nu vrea acest adult ca el să audă. „Cu toate că manuscrisul acesta nu este destinat să fie citit și de alții” (capitolul 42, p. 31), cartea există, iar cititorul devine ipso facto un „părinte-confesor”, știind să judece și chiar, uneori, să se îndoiască de sinceritatea emoției exprimate. Așa că, atunci când Dora moare, cititorul vede cum tema suferinței este abandonată rapid, de parcă Copperfield ar avea lucruri mai importante de făcut decât să se lase acaparat de durere, ceea ce creează o nedumerire: Copperfield se protejează de suferință sau a fost doar o durere simulată?
Copperfield se complace într-o stare de vinovată complicitate, aparent inconștient, ca în cazul rolului jucat în pângărirea căminului Peggotty de către Steerforth, ca o pornire căreia nu i se poate împotrivi. La fel o tratează și pe Emily, prima lui iubire din copilărie, atât de idealizată, care, odată decăzută, este alungată brusc din conștiința sa, până într-atât încât ultimul lui comentariu privind-o cum se îndepărtează cu nava în drum spre Australia este „o capodoperă a duplicității narative”: departe de a vedea în ea ceea ce a devenit, o femeie adevărată, el abordează o figură religioasă patetică, fapt ce îi permite să-și ignore propria vinovăție pentru că a trădat-o.
Aceste subterfugii se dezvăluie treptat în lupta psihologică a lui David, conchide Gareth Cordery, pasaje pe care narațiunea sa încearcă în mod inconștient să le mascheze.

## Teme
Tema principală a acestui roman derivă din faptul că este un bildungsroman, un gen literar care se concentrează pe dezvoltarea psihologică și morală a protagonistului, din copilărie până la maturitate, lucru obișnuit în romanele lui Dickens, și în care schimbarea caracterului este semnificativă. David abandonează treptat vechile sale personalități în drumul spre maturitate. Alte teme importante se referă în special la preocupările sociale ale lui Dickens și la dorința lui de reformă. Aceasta include situația așa-ziselor „femei pierdute” și a prostituatelor, precum și atitudinea societății din clasa de mijloc față de aceste femei; statutul femeii în căsătorie; structura rigidă de clasă; sistemul penitenciar; standardele educaționale și emigrarea în coloniile a ceea ce avea să devină Imperiul Britanic. Emigrarea a constituit, într-un fel, o modalitate pentru mulți englezi de a scăpa de rigiditatea societății britanice și de a avea șansa unui nou început. Dickens satirizează unele dintre aceste subiecte, în timp ce pe altele le introduce în moduri mai complexe.

### Nume diferite
Maturizarea lui Copperfield este marcată de diferitele nume care i se atribuie: mama lui îi spune „Davy”; Murdstone îl numește „Brooks of Sheffield”; pentru familia lui Peggotty, el este „Conașu' Davy”; în drum spre internatul din Yarmouth, este numit „Conașu' Murdstone”; la Murdstone și Grinby este cunoscut drept „Conașu' Copperfield”; Domnul Micawber îi spune simplu „Copperfield”; Steerforth îl numește „Daisy”; devine „Dl. Copperfield” pentru Uriah Heep; și „Trotwood”, prescurtat în curând în „Trot” pentru mătușa Betsey; Doamna Crupp îi deformează numele în „Dl. Copperfull”; iar pentru Dora este „Doady”. În timp ce se străduiește să-și câștige numele adevărat o dată pentru totdeauna, această multitudine de nume reflectă fluiditatea relațiilor personale și sociale ale lui Copperfield și ascunde identitatea lui reală. Scriindu-și propria poveste și dându-i numele în titlu, Copperfield poate afirma în sfârșit cine este.

### O serie de vieți
Viața lui David poate fi analizată ca o serie de mai multe vieți, fiecare în disjuncție radicală față de ceea ce urmează, scrie Paul Davis. Tânărul băiat din depozit este diferit de copilul din Blunderstone Rookery sau de elevul din Salem House, iar David, de regulă, se străduiește să-și păstreze aceste identități separate unele de altele. 
Toate schimbările prin care trece David indică nume diferite, care uneori sunt acceptate ca o izbăvire, de exemplu, „Trotwood Copperfield”, când găsește refugiu în Dover, în casa mătușii sale Betsey. 
Există aici un proces de uitare, o strategie de supraviețuire dezvoltată de memorie, care reprezintă o provocare majoră pentru narator; arta sa, de fapt, depinde de reconcilierea supremă a acestor diferențe, pentru a elibera și a păstra identitatea masculină unificată a lui David.

### „Voi fi eroul propriei mele vieți?”
David își începe povestea cu o întrebare: voi fi eroul propriei mele vieți? Asta înseamnă că nu știe unde îl va duce demersul lui, că scrisul în sine va fi un test. După cum spune Paul Davis, „În această narațiune victoriană, stiloul poate fi mai ușor decât sabia, iar cititorul va fi lăsat să judece acele calități ale omului și ale scriitorului care constituie eroismul.
Întrebarea implică, însă, o afirmație: Copperfield, și nimeni altcineva, este cel care își va decide propria viață, viitorul este iluzoriu, deoarece jocurile au fost deja făcute, viața a fost trăită, romanul fiind doar povestea. Copperfield nu este întotdeauna eroul vieții sale sau eroul poveștii sale, deoarece unele personaje au un rol mai puternic decât el. Pe lângă Steerforth, Heep, Micawber, de exemplu, el pare adesea pasiv și delăsător. De aici, concluzionează Paul Davis, nevoia de a-și citi viața altfel; mai mult prin reflectarea de către alte personaje, cititorul își poate forma o idee clară despre „eroul” poveștii. Ce anume îi dezvăluie acești trei bărbați lui, dar și Dorei, cu care se căsătorește? Un alt criteriu posibil este o comparație cu ceilalți doi „scriitori” ai romanului, Dr. Strong și Dl. Dick. Dicționarul lui Strong nu va fi niciodată definitivat și, ca poveste a unei vieți, se va încheia cu moartea autorului său. În ceea ce îl privește pe domnul Dick, proiectul său autobiografic ridică în mod constant întrebarea dacă poate transcende incoerența și indecizia subiectului-narator. Potrivit lui Paul Davis, doar Copperfield reușește să-și construiască întreaga viață, inclusiv suferința și eșecul, precum și succesele, și aceasta este „o dovadă a eroismului său ca scriitor”.

### Povara trecutului
Trecutul „vorbește”, mai ales lui David, „un copil înzestrat cu spirit de observație” (capitolul 2, intitulat „Privesc”), iar ca adult este înzestrat cu o memorie remarcabilă, încât povestea copilăriei sale se derulează atât de concret, făcând naratorul și cititorul să uite uneori că este un trecut trăit și nu un prezent la care asistă. Verbul la timpul trecut este adesea preterit în narațiune, iar propozițiile sunt, de regulă, scurte și independente, fiecare o declarație în sine. Totuși, naratorul adult intervine pentru a comenta sau a oferi o explicație, fără însă a avea întâietate asupra viziunii copilului. Uneori, povestea este prelungită printr-o reflecție asupra modului în care funcționează memoria și amintirile.
Astfel, David reușește, așa cum spune George Orwell, să se situeze „atât în interiorul, cât și în afara minții unui copil”, un efect de dublă perspectivă deosebit de important în primele capitole. Perspectiva copilului este combinată cu cea a naratorului adult care știe că inocența va fi pângărită și sentimentul de siguranță se va pierde.

### Modele masculine pentru David
David Copperfield este un copil postum, adică s-a născut după moartea tatălui său. Încă de la naștere, mătușa lui este autoritatea care îl înlocuiește pe tatăl decedat, este cea care îi decide identitatea abandonându-l, pentru că nu era fată așa cum dorise ea. Primii ani sunt petrecuți alături de femei, cele două Clara, mama lui și Peggotty, ceea ce, potrivit lui Paul Davis, „subminează simțul masculinității”. De aici o sensibilitate pe care același critic o numește „feminină”, alcătuită dintr-o lipsă de încredere, inocență naivă și anxietate, precum cea a mamei sale, ea însăși orfană. Steerforth nu greșește când încă de la început îl numește pe Copperfield „Daisy”, care înseamnă margaretă, o floare a primăverii, simbol al tinereții nevinovate. Pentru a-și forja o identitate de bărbat și a învăța să supraviețuiască într-o lume guvernată de valori masculine, el caută instinctiv o figură paternă care să o înlocuiască pe cea a tatălui absent.
I se vor oferi succesiv mai multe modele masculine: adulții Dl. Murdstone, Dl. Micawber și Uriah Heep, precum și colegii Steerforth și Traddles.

#### Dl. Murdstone
Domnul Murdstone întunecă viața lui Copperfield în loc să o lumineze, pentru că principiul fermității pe care îl susține cu ardoare, noutate absolută pentru modul de viață al familiei, insuflă ordine și disciplină și ucide spontaneitatea și dragostea. Împotrivirea lui Copperfield este simbolică: se opune unui uzurpator ilegitim și, deși nu reușește să-și protejeze mama, scapă de sub asuprirea lui și își câștigă independența. Domnul Murdstone reprezintă astfel anti-tatăl, dublura negativă a celui de care David a fost lipsit, modelul a tot ceea ce el nu trebuie să fie.

#### Dl. Micawber
Al doilea tată surogat, Dl. Micawber, este la fel de inutil, deși are o personalitate diametral opusă lui Murdstone, însă îi lipsește, la rândul său, fermitatea, până la gradul de iresponsabilitate. Debordând de imaginație și dragoste, credincios și devotat, optimist convins, devine, într-un fel, el însuși copilul lui David, care îl ajută să-și rezolve problemele financiare. Rolurile sunt inversate și, prin absurd, David este obligat să se comporte ca un bărbat și să devină responsabil.

#### Uriah Heep
Noul avatar al căutării lui David, Uriah Heep este „un fel de oglindă negativă” pentru acesta. Heep se pricepe să exagereze originile sale umile, abilitate pe care o exploatează fără rușine pentru a atrage compasiunea și a masca o ambiție fără scrupule; în timp ce David, pe de altă parte, tinde să-și suprime trecutul modest și să-și camufleze ambițiile sociale sub un strat de neîncredere lumească, făcându-l pe Paul Davis să concluzioneze că, la fel cum domnul Murdstone știe să fie dur, Heep știe să fie un personaj negativ lipsit de scrupule.

#### Steerforth
Pentru David, Steerforth reprezintă tot ceea ce nu este Heep: născut pentru a fi domn, fără nicio ambiție declarată sau un plan de viață definit, are o prezență naturală și o carismă care îi conferă imediat prestanță și putere. Cu toate acestea, eșecul lui ca model este anunțat cu mult înainte de episodul de la Yarmouth, când o prinde, ca un hoț, pe Micuța Emily, înainte de a-i provoca decăderea în Italia. Se arată deja așa cum este, brutal, condescendent, egoist și încrezut, față de Rosa Dartle, căreia îi distruge viața, și de domnul Mell care suferă consecințele cruzimii sale. Paradoxul este că, deși îi vede infamia, David rămâne de la început până la sfârșit uimit de ascendența aristocratică a lui Steerforth.

#### Traddles
Personajul Traddles, anti-Steerforth, are aceeași vârstă cu eroul, nu este foarte bun la școală, dar suficient de isteț pentru a evita manipulările la care David cedează. Atracția lui pentru moderație și rezervă îi asigură tăria de caracter pe care David se străduiește să o obțină. Nici bogat, nici sărac, trebuie să-și găsească un loc în lume și reușește punând dragostea și răbdarea în centrul priorităților sale, dragostea care temperează ambiția și răbdarea care moderează pasiunea. Idealul lui este să fie drept în tot ceea ce face și ajunge să facă asta la propriu prin profesia sa. În final, Traddles, în modestia sa supremă, reprezintă cel mai bun model masculin de care dispune David.
Mai sunt și alte modele pentru David, Daniel Peggotty, de exemplu, plin de dragoste și devotament, care pleacă în căutarea nepoatei pierdute și străbate munți și văi, dincolo de mări și continente, pentru a da de urma ei. Domnul Peggotty este anti-Murdstone prin excelență, dar influența sa asupra lui David este destul de limitată, deoarece reprezintă mai mult un tip de personaj intangibil decât un individ comun, accesibil pentru tânărul David. Mai este și căruțașul Barkis, original, laconic și nu lipsit de defecte, dar om bun, cu suflet mare. Și el joacă un rol în dezvoltarea personală a eroului, dar într-un mod prea episodic pentru a fi semnificativ, mai ales că moare cu mult înainte de sfârșitul poveștii.

## Principalele ediții tipărite
Pentru publicarea romanului David Copperfield nu a fost încheiat un contract anume, doar s-a respectat acordul din 1 iunie 1844, care era încă valabil. Potrivit acelui contract, Editura Bradbury and Evans trebuia să primească un sfert din încasările pentru ceea ce avea să scrie Dickens în următorii opt ani.

### Dedicație și prefață
Cartea din 1850, publicată de Bradbury și Evans, a fost dedicată onorabililor domnul și doamna Richard Watson, din Rockingham, Northamptonshire, prieteni aristocrați întâlniți într-o călătorie în Elveția cu cinci ani înainte. O scurtă prefață a fost scrisă în 1850 de autor și încredințată deja lui Forster după ce și-a terminat manuscrisul, cu promisiunea că va urma o nouă lucrare. Acest text a fost folosit și pentru ediția din 1859, ediția „ieftină”. Versiunea finală a anului 1867, numită și ediția Charles Dickens, a inclus o altă prefață scrisă de autor, cu afirmația că David Copperfield este lucrarea sa preferată.

### Alte ediții
Trei volume au fost publicate de Editura Tauchnitz în 1849-1850, în limba engleză, pentru a fi distribuite în afara Marii Britanii, în Europa. În timpul vieții lui Dickens, au fost lansate multe alte ediții și multe altele după moartea sa. Potrivit lui Paul Schlicke, cea mai corespunzătoare ediție este cea din 1981 de la Clarendon Press, cu o introducere și note de Nina Burgis; aceasta reprezintă o ediție de referință pentru cele ulterioare, inclusiv cele publicate de HarperCollins, Penguin Books și Wordsworth Classics.

### Lista edițiilor
- 1850, Marea Britanie, Bradbury & Evans, data publicării 14 noiembrie 1850, legat (prima ediție), 624 pagini.
- 1858, Marea Britanie, Chapman & Hall și Bradbury & Evans, data publicării 1858, cartonată, „Library Edition”, 515 pagini.
- 1867, Marea Britanie, Wordsworth Classics, Prefață a autorului („ediția Charles Dickens”, cu afirmația sa „Dar, ca mulți părinți iubitori, am în adâncul inimii mele un copil preferat. Și numele lui este DAVID COPPERFIELD.”)
- 1962 (retipărit în 2006 cu o postfață de Gish Jen) SUA, Signet Classics ISBN: 0-451-53004-7. Include pasaje șterse pentru ediția lunară originală și nerestaurate în edițiile ulterioare.
- 1981 (retipărit în 2003) Marea Britanie, Oxford University Press ISBN: 0-19-812492-9, cartonat, editat de Nina Burgis, The Clarendon Dickens, 781 pagini.
- 1990, SUA, WW Norton & Co Ltd. ISBN: 0-393-95828-0, data publicării 31 ianuarie 1990, cartonată (Jerome H. Buckley, redactor, Norton Critical Edition - conține adnotări, introducere, eseuri critice, bibliografie și alte materiale).

## Adaptări

### Primele adaptări
În timpul publicării, David Copperfield a avut, conform studiului lui Philip Bolton, șase dramatizări inițiale, urmate de alte douăzeci, când interesul publicului a atins apogeul în anii 1850. Prima adaptare, Born with a Caul de George Almar, a fost pusă în scenă în timp ce edițiile de foileton nu erau încă finalizate, cu unele modificări față de intriga lui Dickens, în snesul că Steerforth trăiește și să se căsătorește cu Emily și este inventat un personaj pentru a-l ucide pe domnul Murdstone. Cea mai spectaculoasă dramatizare a fost însă cea a lui Dickens însuși. Deși a așteptat mai bine de zece ani să pregătească o versiune pentru lecturile sale publice, aceasta a devenit curând una dintre activitățile sale preferate, în special scena furtunii, pe care a păstrat-o pentru final, drept „cel mai sublim moment din toate lecturile”.

### Ficțiune
Romanul din 2022 al scriitoarei Barbara Kingsolver, Demon Copperhead, este strâns legat de evenimentele, personajele și traiectoria morală a romanului lui Dickens, dar este plasat în Apalachia de la sfârșitul secolului XX-începutul secolului XXI.

### Radio
- Favourite Story, găzduită de Ronald Colman - 25 octombrie 1947
- Theatre Guild on the Air - 24 decembrie 1950, cu Richard Burton, Boris Karloff, Flora Robson și Cyril Ritchard
- Istoria personală a lui David Copperfield /The Personal History of David Copperfield - BBC Radio 4, 1991 - cu zece episoade,[94] cu Gary Cady în rolul lui David Copperfield, Miriam Margolyes, John Moffatt, Timothy Spall și Sheila Hancock
- Interpretat integral pe Audible de Richard Armitage 2018

### Film și TV
David Copperfield a fost adaptat cinematografic de mai multe ori:
- 1911: David Copperfield, film mut regizat de Theodore Marston
- 1913: David Copperfield, film mut regizat de Thomas Bentley
- 1922: David Copperfield, film mut regizat de A.W. Sandberg
- 1935: David Copperfield, un film regizat de George Cukor, cu W.C. Fields
- 1956: David Copperfield, un serial TV din 13 părți, difuzat pe BBC. Nu se știe să se fi păstrat înregistrări.[95]
- 1966: David Copperfield, un serial TV din 13 părți. Se știe că mai există doar patru din cele treisprezece episoade.[96]
- 1969: David Copperfield, un film TV regizat de Delbert Mann
- 1974: David Copperfield, un serial TV în 6 părți regizat de Joan Craft
- 1983: David Copperfield, un film de animație produs de Burbank Films Australia
- 1986: David Copperfield, un serial TV din 10 episoade, regizat de Barry Letts, difuzat pe BBC
- 1993: David Copperfield, film TV de animație, difuzat pe NBC
- 1999: David Copperfield, un serial TV în două părți, difuzat pe BBC
- 2000: David Copperfield, un film TV regizat de Peter Medak
- 2019: The Personal History of David Copperfield, un film regizat de Armando Iannucci